# Abbey Hill
Abbey Hill är en civil parish i kommunen Milton Keynes i Buckinghamshire i England. Orten har 4 215 invånare (2011).